# 魯利基夫
50°8′18″N 30°11′49″E / 50.13833°N 30.19694°E
魯利基夫（烏克蘭語：Руликів）是位於烏克蘭北部的村莊，由基辅州法斯蒂夫區的卡利尼夫卡市鎮負責管轄。該村始建於十九世紀，面積1.86平方公里，海拔高度198米，2001年人口273，人口密度每平方公里146.7人。